# Buch (Suábia)
Buch é um município da Alemanha, localizada no distrito de Neu-Ulm, no estado de Baviera.